# Estádio Nabi Abi Chedid
Das Estádio Nabi Abi Chedid (auch bekannt als Nabizão) ist ein Fußballstadion in der brasilianischen Stadt Bragança Paulista, Bundesstaat São Paulo. Der Fußballverein Red Bull Bragantino trägt hier seine Heimspiele aus.

## Geschichte
Das Stadion wurde 1949 in nur 32 Tagen unter der Leitung vom damaligen Vereinspräsidenten Nabi Abi Chedid errichtet. Bis 2009 trug das Stadion den Namen Estádio Marcelo Stéfani. Mit der Übernahme des Vereins 2019 von der Red Bull GmbH investierte das Unternehmen 500.000 Euro, um das Stadion auf internationale Standards zu bringen. Dazu gehörte eine große Videoleinwand, neue Umkleidekabinen, neuer Rasen und Restaurants in der Umgebung.